# La Ligne de vie
Pour plus de détails, voir Fiche technique et Distribution.
La Ligne de vie (The Life Line) est un film muet américain de Maurice Tourneur, sorti en 1919.

## Synopsis
Jack Hearne préfère vivre avec les bohémiens plutôt que de réclamer sa part du domaine de Cragsnest, dont dispose son demi-frère Phillip Royston. Toutefois, après avoir sauvé d'un incendie Ruth Heckett, la fille de son ami Joe, un oiseleur de Londres mais aussi un cambrioleur, il change d'état d'esprit et se marie avec elle. Ruth et Jack embarquent dans un steamer pour l'Amérique pour retrouver des témoins du mariage de ses parents et ainsi prouver son droit à l'héritage, Bos, un des complices de Joe, offre à Ruth une bible qu'il a volée à Cragsnest. Ce qu'ils ne savent pas, c'est que cette bible contient le certificat de mariage des parents de Jack, certificat que Royston recherche lui aussi, mais pour le détruire. Jack est attiré hors du bateau par Laura, une bohémienne sous le charme de Royston, matraqué, drogué, et jeté à l'eau, mais Bos réussit à le sauver. À Southampton, le steamer fait naufrage, ils sauvent Ruth, qui a entre-temps découvert le certificat, et d'autres passagers, pendant que Royston et Laura se noient. 

## Fiche technique
- Titre : La Ligne de vie
- Titre original : The Life Line
- Réalisation : Maurice Tourneur
- Scénario : Charles E. Whittaker, d'après la pièce The Romany Rye de George R. Sims
- Direction artistique : Ben Carré
- Photographie : René Guissart
- Production : Maurice Tourneur
- Société de production : Maurice Tourneur Productions
- Société de distribution : Famous Players-Lasky Corporation
- Pays de production :  États-Unis
- Langue originale : anglais
- Format : noir et blanc — 35 mm — 1,37:1 — Muet
- Genre : drame
- Durée : 60 minutes
- Date de sortie :
  - États-Unis : 5 octobre 1919

## Distribution
- Jack Holt : Jack Hearne
- Seena Owen : Laura
- Wallace Beery : Bos
- Pauline Starke : Ruth Heckett
- Tully Marshall : Joe Heckett
- Lewis J. Cody : Phillip Royston